# Lowell Mason
Lowell Mason, född 8 januari 1792, död 11 augusti 1872 var en nordamerikansk tonsättare. Han arbetade som skolledare och musikutgivare i Boston, USA. Han finns bland annat representerad i Den svenska psalmboken 1986 med tonsättning till två verk (nr 152 och 271, varav den senare är samma melodi som till nr 278), därtill bearbetning av texten och tonsättning till ett verk (nr 585). Lowell Mason finns också representerad i andra psalmböcker som Frälsningsarméns sångbok 1990 (FA), Psalmer och Sånger (P&S), Lova Herren 1988, Svenska Missionsförbundets sångbok 1920 (SMF 1920).

## Psalmer
- Från Lapplands fjäll och sjöar (FA nr 666)
- Herre, nu åt dig jag giver allt jag har och allt jag är (FA nr 408)
- Hälsa med jubel det budskap oss hunnit (FA nr 736)
- Kristus lever – underbara ord (1986 nr 152) tonsatt 1839
- Med starka kärleksband (FA nr 672)
- Min tro ser upp till dig (FA nr 433)
- Närmare, Gud, till dig (1986 nr 271) tonsatt 1856
  - Frälsare, tag min hand (1986 nr 278)
  - Tack för ditt nådesord (Lova Herren nr 223)
- O du Guds kärlek underbar (P&S nr 364) tonsatt 1830
  - Se, mild och ljuvlig herden står (SMF 1920 nr 594) text av Philip Doddridge översatt till svenska av Erik Nyström.
- Verka, tills natten kommer (1986 nr 585) bearbetning av Annie Coghills engelska text som senare översattes av Siri Dahlquist.
  - Verka, ty natten kommer (FA nr 660)